# Arnoldo Frigessi di Rattalma
Arnoldo Frigessi di Rattalma, a volte scritto Di Rattalma, in origine Frygyessy (Trieste, 7 gennaio 1881 – Trieste, 8 aprile 1950) è stato un dirigente d'azienda italiano.
Figura di spicco della grande imprenditoria ebraica di Trieste, è stato Presidente delle assicurazioni RAS e protagonista di primo piano nella storia economica della regione tra Ottocento e Novecento.

## Biografia

### I primi anni
Discendente dalla dinastia ebraica ungherese "Frigyessy von Racz-Almási", originaria di Budapest, che poi si trasferirà nel 1871 a Vienna. Adolf Frigessi Di Rattalma viene subito promosso segretario di direzione della RAS, compito che porta avanti con una competenza tecnica tale da consentirgli una rapida scalata interna che lo vede, nel 1890, direttore generale. In tale veste sposa la figlia di Arnoldo Pavìa, eroe del Risorgimento e direttore della sede RAS di Milano, promuovendo una solida alleanza tra le due famiglie e un predominio sulla compagnia destinato a durare fino agli anni '30. Mentre il padre brucia le tappe nella compagnia Arnoldo, rimasto a Vienna, completa gli studi superiori ed entra come impiegato in una consociata austriaca del gruppo, la InterUnfal, dove inizia la sua formazione con un intenso tirocinio. Lo stipendio mensile gli consente di pagarsi gli studi all'università di Vienna, dove nel 1904 consegue la laurea in legge ed è pronto al grande salto.
Alla RAS di Trieste inizia a lavorare a gennaio del 1905 collaborando con suo padre e con lo zio, Giuseppe Pavìa, al momento direttore gerente della sede centrale. Il suo ruolo di semplice impiegato è in realtà una complessa gavetta, un tirocinio verso le primarie posizioni di potere interno. Grazie ai viaggi di studio con lo zio nelle varie sedi europee del gruppo (Vienna, Lipsia, Berlino, Praga, Francoforte sul Meno) già l'anno dopo ne prende il posto, diventando direttore gerente della sede centrale, mentre Pavìa viene destinato alla direzione generale italiana con sede a Milano. Quest'ultima carica deriva da una complessa riorganizzazione interna promossa dal Frigessi, che ha riunito nel capoluogo lombardo le tre preesistenti direzioni generali di Milano, Roma e Venezia e che si rivela indovinata lungo il duplice obiettivo di ottimizzare le spese e facilitare l'attività.

### La scalata nella RAS
La direzione generale per l'Italia è il primo frutto del rinnovamento che il Frigessi ha portato con sé da un paese oltremodo diverso come l'Austria del tempo. La sua famiglia, infatti, seppure in parte laicizzata è rigidamente ebraica nei costumi come nel rispetto delle feste, ma è allo stesso tempo aperta all'integrazione, ai rapporti non solo interni all'alta borghesia, nell'ottica di una solidarietà universale prima che sulla confessione religiosa. In casa si parlano l'italiano della madre e l'ungherese del padre ma si parla anche il tedesco dell'Austria, e di lingua tedesca sono le scuole che Arnoldo e i suoi fratelli frequentano, in particolare le elementari in un istituto evangelico dove il contatto interreligioso è cosa comune. La sua formazione intellettuale è così quella di un alto borghese cosmopolita, che si sente cittadino del mondo e si rapporta col prossimo senza curarsi delle rigide barriere sociali del tempo e, più ancora, considera il mondo intero come patria. L'operazione gli vale la stima e una crescente fiducia sia della classe dirigente che del personale della RAS, al punto da consentirgli una riforma dello statuto che istituisce il consiglio di amministrazione e, per logica conseguenza, una gestione del gruppo aperta ai rappresentanti di tutti gli azionisti.
L'occasione gli viene dalla creazione di una sede sociale a Trieste, il cui lavoro preparatorio gli vale la nomina a segretario generale della Riunione. In questa veste affronta le conseguenze del decreto Nitti che istituisce l'Istituto Nazionale delle Assicurazioni, ovvero il monopolio statale nel settore fondamentale della assicurazioni sulla vita. Venuto a mancare un introito non indifferente decide, vincendo le perplessità dei consiglieri, di impegnare una buona parte della riserva di liquidità per espandere il gruppo nell'Europa orientale (Ungheria, Boemia, Grecia, Romania), una scelta che si rivela doppiamente indovinata quando, nel 1923, ai maggiori introiti che ne derivano (tali da superare l'ammanco delle polizze vita) si aggiunge la rinuncia al monopolio dello Stato e la fondazione della Le Assicurazioni d'Italia, Società Anonima, meglio conosciuta come Assitalia, istituto cui le varie compagnie sono ope legis costrette a versare una quota delle polizze vita sottoscritte.

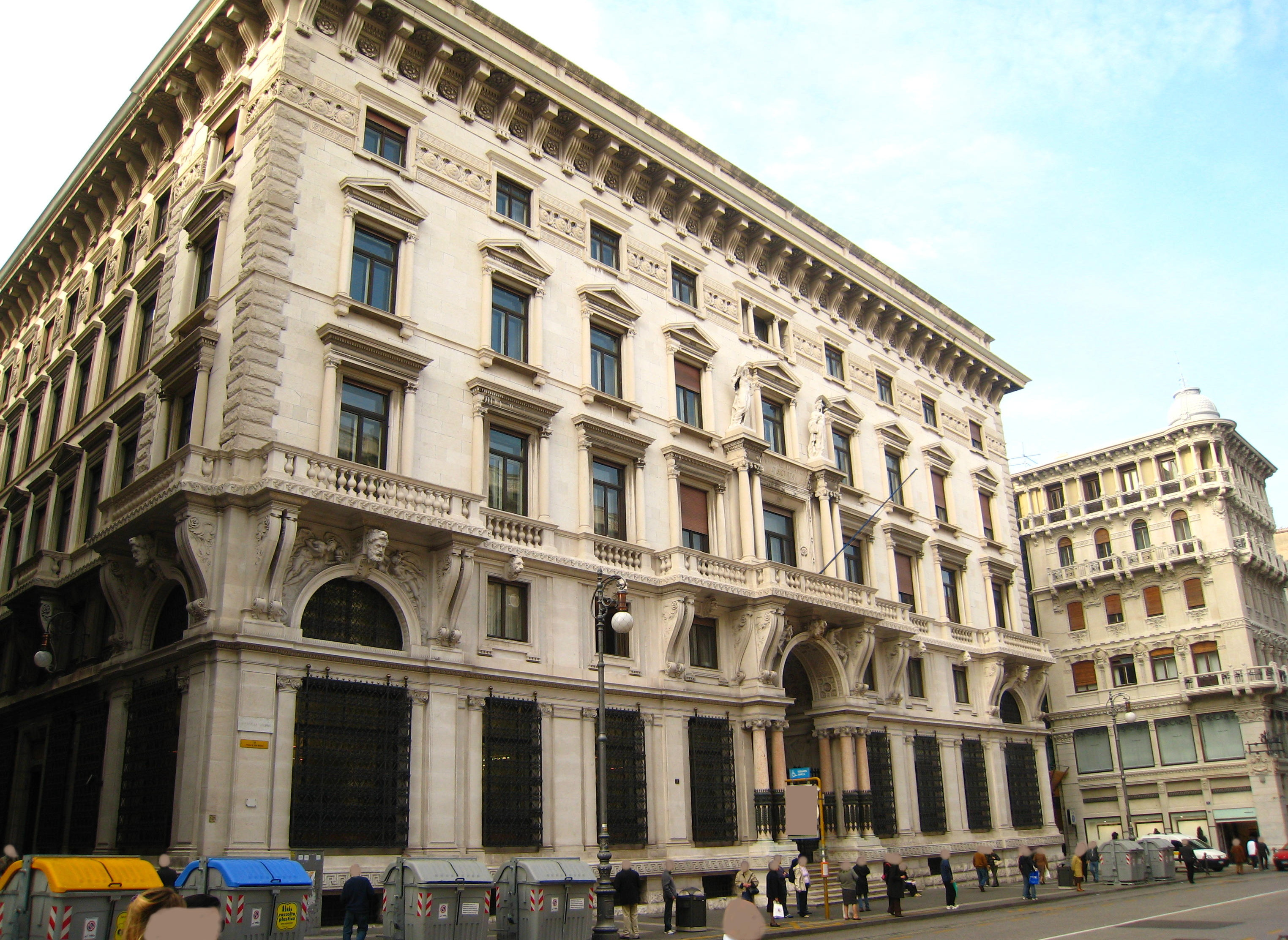
La sede storica della RAS a Trieste in Piazza della Repubblica

Altra sfida che lo vede vincente è l'opposizione formale al trasferimento della sede RAS a Vienna, disposto dalle autorità austro-ungariche dopo l'entrata dell'Italia nella prima guerra mondiale. L'alta borghesia triestina, di cui fa parte a pieno titolo la locale (e facoltosa) comunità ebraica, sostiene infatti la causa irredentista. Il De Rattalma decide di rimanere a Trieste coi suoi diretti collaboratori e contro il parere del padre e dello zio, coi quali prende anzi una netta posizione a favore degli interessi del gruppo prima che delle vicende storiche, inaugurando una netta divisione tra ruoli sociali e ruoli familiari.
In questa decisione, presa quando ancora le sorti e la durata del conflitto non sono prevedibili, concorrono diverse valutazioni di natura politica (il favore accordato dagli austriaci agli slavi contro una borghesia a prevalenza giudeo-massonica) ma più ancora pratica, perché i nuovi interlocutori finanziari italiani si fanno avanti prima ancora che l'esercito italiano ne proclami l'occupazione ed occorre fronteggiare per tempo la situazione che si è venuta a creare con la dichiarazione di guerra. La RAS è infatti emanazione di un paese belligerante, e si trova per certi versi nella stessa situazione della Banca Commerciale Italiana, avversata dai nazionalisti per la presidenza di un tedesco (Otto Joel) e la presenza nel consiglio di amministrazione di cittadini sia tedeschi che austriaci. L'istituto milanese si è fortemente indebolito per una lieve ma significativa diminuzione dei depositi e il timore è che un eventuale calo di entrate possa provocare una scalata italiana alla proprietà del gruppo al pari di quella tentata dall'Ansaldo dei fratelli Perrone alla banca milanese. La carica di direttore generale assunta alla morte di suo padre (7 febbraio 1917), ulteriore segno della grande fiducia che gode nella classe dirigente aziendale, gli facilita notevolmente il compito.

### Un difficile dopoguerra

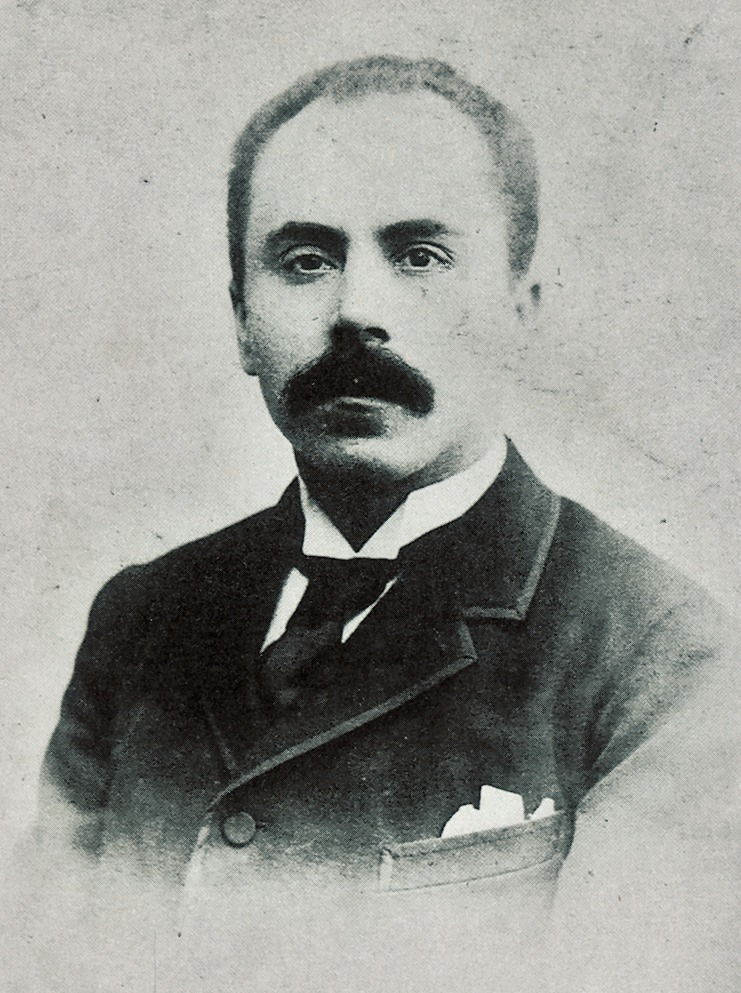
Bonaldo Stringher, direttore generale della Banca d'Italia

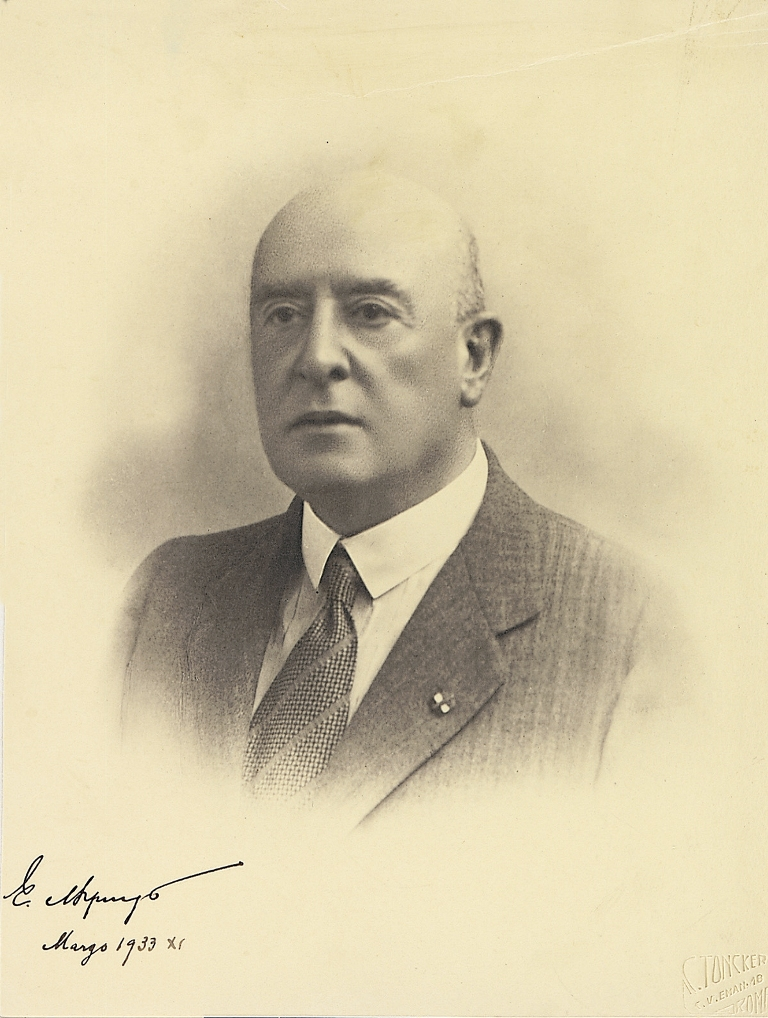
Edgardo Morpurgo

Grazie ai buoni uffici di Salvatore Segrè Sartorio, presidente dell'Associazione tra gli Italiani irredenti, consigliere del Credito Italiano e del Lloyd Triestino, aderisce al movimento nazionalista per poi inoltrare al governo italiano la domanda di revoca del decreto che sottopone la RAS a sindacato. A sostegno della richiesta assicura che il capitale azionario della compagnia è saldamente in mani italiane, ed in effetti, ancora contro il parere della sede di Vienna, fin dal 1916 ha favorito l'ingresso nel capitale di numerosi italiani irredentisti, al punto che se il gruppo non è ancora italiano al 100% lo è ad un punto tale da non consentire cambiamenti. La frammentazione dell'impero austro-ungarico alla fine del conflitto, che segna la scomparsa del retroterra culturale dell'azienda e dell'antica classe dirigente che l'aveva promossa, segna comunque un momento di difficoltà per l'aumento delle barriere doganali, la suddivisione del territorio europeo da 26 a 37 entità economiche e l'aumento da 13 a 27 monete nazionali.
Finita la guerra la piazza di Trieste si trova al centro di grosse manovre speculative. Gli interessi finanziari stranieri sono infatti concentrati nella sede giuliana della Banca Commerciale che, passata la guerra, si trova al centro di una corsa alla conquista dei pacchetti azionari stranieri, rimasti "orfani" dopo la dissoluzione degli imperi centrali. L'assalto è guidato da Bonaldo Stringher, ministro del tesoro nel Governo Orlando e direttore generale della Banca d'Italia. L'operazione approfitta di un momento di debolezza della Commerciale, che ha visto fallire l'idea di un consorzio col Credito Italiano, la Banca di sconto e il Banco di Roma e si trova alle prese con un'aggressiva scalata da parte dell'Ansaldo dei fratelli Perrone. Frigessi partecipa a un'intesa tra imprenditori italiani ed "austriacanti" (i nostalgici della vecchia amministrazione disposti ad adattarsi al nuovo corso politico) che dovrebbe contrastare l'operazione, ma Jósef Leopold Toeplitz, presidente dell'istituto milanese, riesce a salvare l'indipendenza del suo gruppo con un geniale marchingegno societario e guida la conquista di due importanti compagnie, il Lloyd Triestino e il gruppo Cosulich, in sinergia con il Credito Italiano, l'Ansaldo post fratelli Perrone e il gruppo Cini-Volpi.
Nella Trieste affrancata dal controllo politico e culturale austriaco il De Rattalma deve comunque affrontare il delicato problema di svincolare la RAS dalle sue origini transalpine. Nel 1919, a passaggio di consegne completato, ha convertito il capitale del gruppo da 10 milioni di corone a 10.500.000 lire, ma la mossa si è rivelata al lungo periodo controproducente a causa di una forte svalutazione della moneta italiana, e comunque non ha attenuato le polemiche sul direttore generale, che a dispetto del nome è un ungherese di origine e un austriaco di nascita. Nemmeno il suo matrimonio con Nidia Castelbolognese, esponente di una famiglia fortemente impegnata nella causa irredentista e sposata nel 1920 con rito ebraico, riesce a recidere in modo netto le radici del gruppo e del suo più illustre dirigente, che dalla sua ha comunque l'appoggio incondizionato dell'alta borghesia ebraica triestina, all'epoca presente in tutte le più importanti realtà del mondo bancario e imprenditoriale.

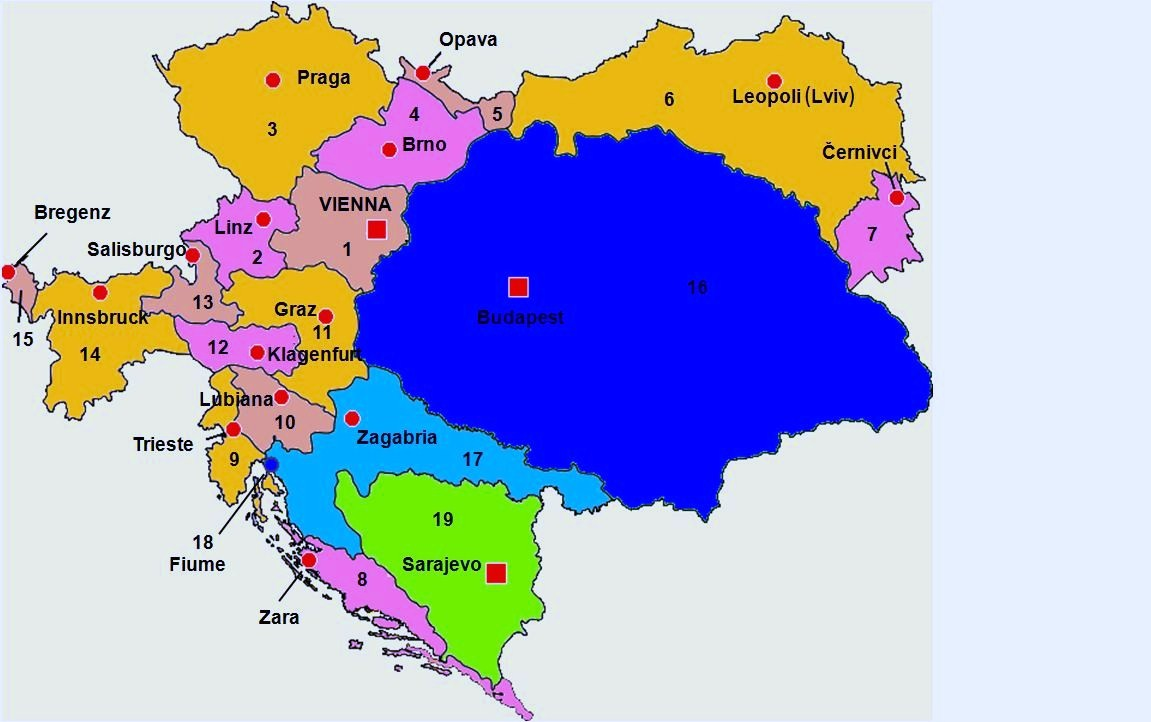
L'Impero austro-ungarico nel 1914

Il nuovo corso della RAS e la sua espansione nell'Europa ridisegnata dai trattati di pace non può che passare da una solida alleanza con l'altro gruppo assicurativo di Trieste, le Assicurazioni Generali, alla cui presidenza è stato nominato nel 1920 Edgardo Morpurgo, esponente di spicco al pari di De Rattalma della comunità israelitica ed anch'egli alle prese con le origini transalpine della ex Imperial Regia Privilegiata Compagnia di Assicurazioni Generali Austro-Italiche. La trasformazione tecnica, finanziaria, organizzativa ed anche culturale dei due gruppi si rende necessaria anzitutto per non perdere i mercati di riferimento dell'ex impero (divenuti Austria, Ungheria, Cecoslovacchia, Slovenia, Croazia, Bosnia ed Erzegovina, etc), ed anche per staccarsi definitivamente dalla sede centrale austriaca, laddove le autorità della nuova repubblica vorrebbero nazionalizzare le compagnie che hanno sedi all'estero. Nella RAS il venir meno dei capitali austro-tedeschi viene compensato da un accordo con il Credito Italiano, le cui garanzie consentono non solo una decisa ripresa dell'attività ma anche una seconda fase di espansione internazionale del gruppo ed un progressivo aumento del capitale sociale fino ai 20 milioni di lire del 1923.

### Gli anni del fascismo

#### L'espansione internazionale della RAS
(Frigessi Di Rattalma, discorso al Consiglio di Amministrazione della RAS del 24 luglio 1919.)

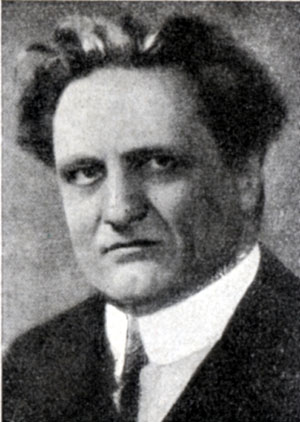
Alberto De Stefani, il primo ministro delle finanze dell'Italia fascista, in carica dal 1922 al 1925.

Come molti ebrei italiani De Rattalma ha un buon rapporto con il fascismo, la cui salita al potere segna un punto di rottura rispetto alla politica economica degli ultimi decenni. I primi tempi del governo Mussolini sono caratterizzati da una politica economica che mira ad una riduzione della spesa pubblica, ad una migliore regolamentazione economica, alla riduzione generalizzata delle tasse e all'abrogazione di alcuni monopoli. Tra questi ultimi c'è quello dell'INA sul ramo vita delle assicurazioni, le cui motivazioni (il predominio dei gruppi stranieri), è ormai venuto meno. De Rattalma e Edgardo Morpurgo, assieme a Vittorio Treves, direttore della sede di Trieste de La Fondiaria Assicurazioni di Firenze, partecipano in prima persona col ministro De Stefani alla stesura del nuovo testo, poi promulgato con Regio decreto-legge 29 aprile 1923, n. 966, che liberalizza il ramo vita ma non liquida l'INA (vedere nota 13).
Il nuovo ordinamento istituisce anche un'autorità di vigilanza affidata al Ministero per l'industria e il commercio, cui le compagnie sono obbligate a contribuire in "misura non superiore all'uno per mille dei premi incassati in ciascun esercizio". autorità che viene accettata dagli interessati quale contropartita per l'abrogazione del monopolio INA e dei suoi indiretti poteri di vigilanza, malamente abbozzati nel 1912.

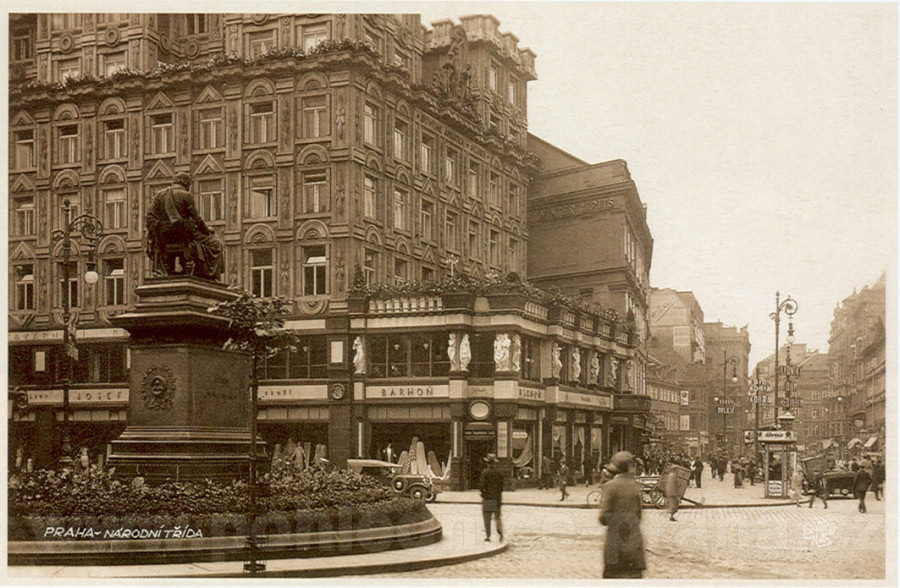
La sede RAS di Praga

Durante questo periodo De Rattalma guida l'espansione della RAS nella nuova Europa dando la precedenza alle realtà nazionali nate dalla dissoluzione dell'impero asburgico, dove è urgente recuperare le posizioni perdute con la scissione italiana del gruppo. Nuove direzioni territoriali sono comunque aperte nelle più importanti città (Varsavia, Praga, Budapest, Vienna, Leopoli, Atene, Costantinopoli per dirne alcune), e non viene nemmeno trascurata l'attività della riassicurazione, affidata a cinque sedi appositamente attivate (Trieste, Vienna, Berlino, Londra e Parigi). L'operazione si conclude nel 1925, quando si è aumentato il capitale alla citata cifra di 20 milioni di lire e si registrano i primi segnali di una ripresa economica globale. In tale anno la RAS è pienamente attiva anche sul fronte delle acquisizioni azionarie, iniziata nel 1918 con l'aggregazione al gruppo della viennese Internationale Ruck und Mitversicherung e proseguita negli anni seguenti con l'assorbimento della Protectrice di Parigi e della Internationale UnFall di Vienna. L'idea è quella di conquistare quante più posizioni possibili nei tradizionali punti di forza della Mitteleuropa e dei Balcani, ma tale espansione, attuata con l'assorbimento di "Agricola", 'Hungaria e Foncière di Budapest, Phènix Bulgare di Bucarest e Continental di Praga, va ben presto oltre i confini del continente.
A partire dal 1926 la RAS è presente anche nei paesi dell'Africa mediterranea e del medio oriente (Egitto, Marocco francese, Palestina, Transgiordania, Siria e Tunisia), ed in anticipo sui tempi previsti sbarca oltreoceano (Rio de Janeiro) e in Cina (agenzia di Shanghai).

#### La crisi economica
(Mussolini, discorso all'Assemblea Quinquennale del Regime a Roma, 10 marzo 1929)

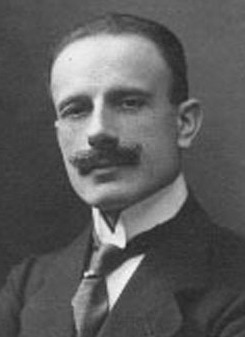
Il Senatore Mario Abbiate, ideatore del Ministero del Lavoro e della Previdenza Sociale e primo responsabile del dicastero dal 1920 al 1922. Pioniere dello stato sociale italiano, le sue innovazioni nel campo del lavoro e dell'assistenza sociale sono state la base delle riforme attuate da Mussolini negli anni '20.

Nel 1930 il capitale della RAS è aumentato da 20 a 30 milioni di lire per un totale di 30.000 azioni, delle quali circa 2500 suddivise tra i Frigessi e i Pavia, le restanti distribuite tra oltre 2000 piccoli azionisti. La Riunione, al pari degli altri gruppi, sta vivendo un momento particolarmente favorevole per la politica previdenziale di Benito Mussolini, riassumibile nella tutela del lavoro di donne e bambini, l'assistenza ospedaliera per i poveri, l'assicurazione contro la disoccupazione, l'assicurazione contro l'invalidità e la vecchiaia, l'assistenza alla maternità e all'infanzia, l'assicurazione obbligatoria contro la tubercolosi e le malattie professionali, provvedimenti che hanno ampliato il mercato assicurativo come mai era accaduto prima. La posizione finanziaria della RAS, delle Generali e degli altri gruppi è quindi oltremodo solida quando, nel triennio 1929-1932, si manifestano in Italia le conseguenze del crollo di Wall Street e della crisi economica mondiale. Mentre l'alta banca è trascinata alla rovina dall'industria in crisi, in cui la prima ha immobilizzato centinaia di milioni di lire andati in fumo nella seconda, le assicurazioni risentono in misura minima della crisi, ed anzi una quota non indifferente dei depositi bancari sono stati reinvestiti dai cittadini più previdenti in polizze assicurative previdenziali.
Il governo deve comunque intervenire nel settore per tutelare i lavoratori dell'industria in crisi, e lo fa con l'Istituto nazionale per l'assicurazione contro gli infortuni sul lavoro (INAIL) e la trasformazione della Cassa nazionale di previdenza nell'Istituto Nazionale della Previdenza Sociale (INPS).

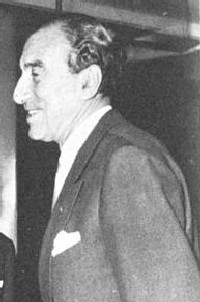
Enrico Marchesano

La previdenza di stato incide in misura marginale sulle assicurazioni e questo consente al De Rattalma di dedicarsi ai problemi delle varie sedi estere, specie di quelle che operano in paesi dove la crisi economica incide in misura tale da rendere problematico il proseguimento dell'attività. Tra il 1931 e il 1934 viaggia in tutta Europa e in alcune sedi dell'Africa e del medio-oriente e con opportuni trasferimenti di danaro riesce a compensare le perdite delle direzioni in difficoltà senza mai (o quasi) arrecare problemi al bilancio di provenienza. È nel pieno di quest'attività di salvataggio interno che lo sorprende la morte dello zio. Giuseppe Pavìa lascia vacanti le cariche di amministratore delegato del gruppo, direttore generale della sede italiana della RAS e consigliere di amministrazione del Credito Italiano, subito rivendicate dal figlio Giorgio, cugino del De Rattalma, ma considerato dalla dirigenza aziendale inadatto ad assumere cariche di tale importanza.
Dopo un periodo di interim da parte del De Rattalma il 18 aprile 1934 viene ufficializzata la nomina a tali cariche di Enrico Marchesano, già dirigente di lungo corso della Banca Commerciale Italiana, un fedelissimo dell'ex Presidente Toeplitz che ha dato le dimissioni per contrasti con la politica economica di Raffaele Mattioli. Tale nomina è funzionale a quella di Presidente per De Rattalma, che va a sua volta a sostituire Eugene Brunner, dimissionario dopo il grave dissesto economico del suo gruppo finanziario ed ultimo esponente dell'alta borghesia asburgica ancora attivo nella RAS.

#### Le leggi razziali
(Mussolini, discorso a Trieste del 19 settembre 1938)

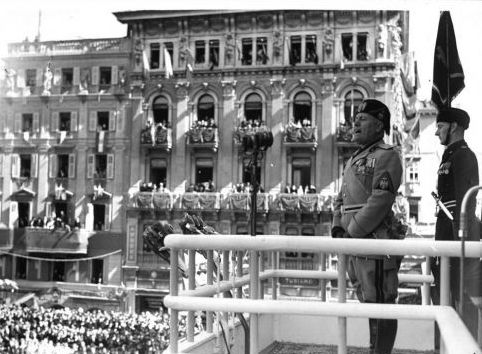
Mussolini durante il suo discorso a Trieste del 19 settembre 1938, nel quale annuncia la promulgazione delle leggi razziali

Il 13 ottobre 1935, dopo un periodo di apprendistato all'attività assicurativa e di visita alle principali direzioni estere, Marchesano si insedia a Milano come nuovo direttore generale per l'Italia e amministratore delegato. Il suo principale incarico è lavorare alla riorganizzazione della rete italiana del gruppo e potenziare al massimo il proficuo ramo vita, ma deve anche rapportarsi con l'IRI di Alberto Beneduce, cui sono passate le azioni RAS già proprietà del Credito Italiano. La sua lunga esperienza nella più potente delle banche miste italiane si rivela preziosa nei due anni che precedono la riforma bancaria del 1936, che alla banca mista mette definitivamente la parola fine. Tra i due si instaura un rapporto che è non solo professionale ma di reciproca amicizia e solida fiducia. De Rattalma gli affida inoltre il delicato compito di negoziare l'acquisto di importanti quote dei cosiddetti "enti Beneduce" come l'ICIPU (finanziamento delle infrastrutture considerate di “pubblica utilità”), l'IMI (credito per attività industriali al medio e lungo periodo), e il Crediop (concessione di mutui e prestiti a lungo termine per la realizzazione di grandi infrastrutture), acquisto finalizzato a fare della RAS, al pari delle altre compagnie, il nuovo interlocutore finanziario della grande industria.

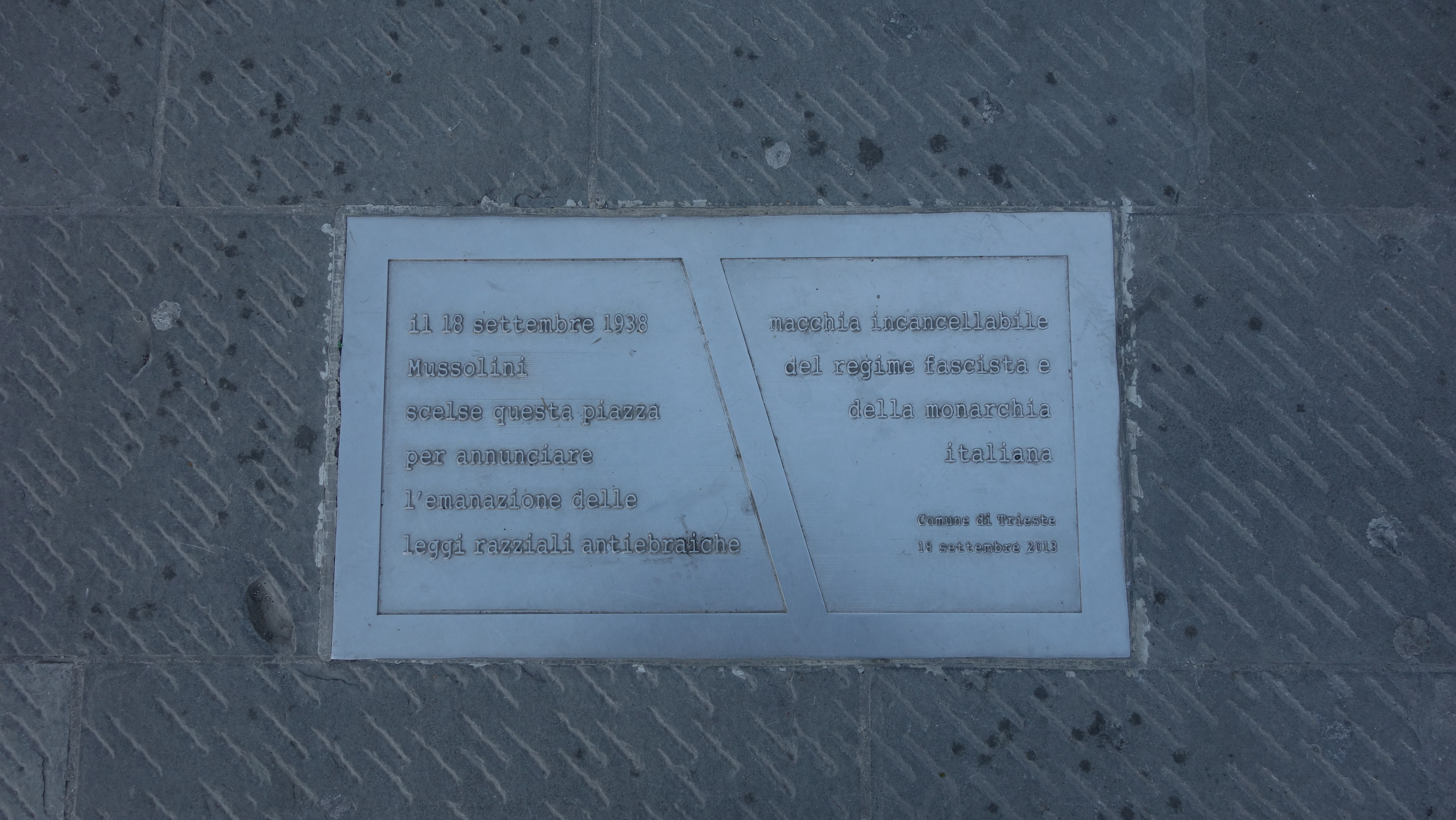
Trieste - Piazza dell'Unità d'Italia. Targa fissata nel pavimento della piazza, che ricorda l'emanazione delle leggi razziali.

Tranquillizzato dalla presenza di un dirigente di grande capacità e dinamismo De Rattalma può dedicarsi a nuove possibilità di sviluppo dell'impresa in America Meridionale, dove effettua numerosi viaggi nel 1936 e nei primi mesi del 1937, e trattare da pari a pari con i più grandi industriali italiani sedendo nel consiglio di amministrazione della da poco privatizzata Società Italiana per le Strade Ferrate Meridionali (l'attuale Bastogi). L'essere parte di un consesso in cui siedono personalità del calibro di Giovanni Agnelli, Alberto Pirelli e Ettore Conti è tuttavia la sua ultima soddisfazione prima che inizi il difficile periodo della persecuzione antiebraica italiana.

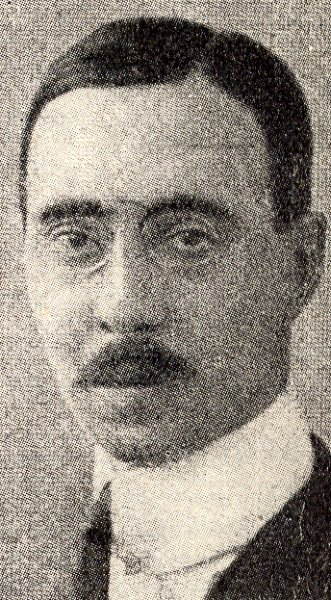
Fulvio Suvich

L'infamia delle leggi razziali Mussolini la annuncia proprio a Trieste, città che ospita la terza comunità ebraica per grandezza e una delle prime per estrazione sociale dei suoi membri, addirittura alla presenza di Edgardo Morpurgo in divisa nera. Il consenso che il regime raccoglie in una realtà come quella triestina, dove gli ebrei vantano un radicamento di antica data e un ruolo di punta che non ha mai prodotto reazioni contrarie, è motivo di grande amarezza per un uomo che si è più volte dedicato al miglioramento della città, anche finanziando restauri e costruzioni di edifici di culto cattolici. Se il suo matrimonio con una italiana cattolica e i molti meriti acquisiti gli consentono di ottenere la discriminazione, una condizione che applica in modo meno rigido le nuove norme, deve comunque lasciare la presidenza della RAS all'amico Fulvio Suvich, che è poi la persona che più di ogni altra si è battuta per fargli ottenere il provvedimento. Il Marchesano gli lascia da parte sua la carica di direttore generale, in modo che possa continuare a lavorare nel gruppo e a dirigerlo di fatto se non di diritto. L'attività di espansione della RAS subisce comunque una battuta d'arresto a causa della forte presenza ebraica in tutte le sedi della compagnia, i cui rapporti ufficiali devono interrompersi.

Bruno Fornaciari

Già amareggiato dall'atteggiamento del regime fascista De Rattalma deve subire negli anni della guerra anche l'ostilità dell'alta finanza ebraica nordamericana, che non nasconde il proprio risentimento verso gli ebrei che approfittano delle norme per la discriminazione e l'arianizzazione. Dopo l'8 settembre 1943 deve darsi alla clandestinità per sfuggire ai rastrellamenti nazisti, aiutato in ciò dal locale CLN, che gli fornisce dei documenti falsi intestati a Giuseppe Mariani. Lasciato il gruppo alla direzione di Marchesano si rifugia con tutta la famiglia dapprima a Perugia, poi a Laviano, dove viene ospitato da un suo vecchio amico, Bruno Fornaciari, ex prefetto di Milano e per pochi giorni Ministro degli Interni nel governo Badoglio I.

### Il secondo dopoguerra

#### L'accusa di collaborazionismo
Subito dopo l'arrivo degli americani De Rattalma si trasferisce a Roma, dove risiede per circa un anno ed allaccia diversi rapporti di lavoro con alcune compagnie assicurative degli Stati Uniti d'America e del Canada e tenta invano di ricomporre i rapporti con l'élite ebraica di New York. Fino alla fine della guerra la RAS viene così diretta al nord da Marchesano e al centro-sud da De Rattalma. Il 13 giugno 1945, ritenendosi ormai libero di muoversi e di agire dopo la sconfitta tedesca, viene arrestato a Firenze per ordine del governo militare alleato. Secondo l'accusa formulata dalla Commissione alleata di controllo l'imprenditore triestino avrebbe stretto accordi per la costituzione di un cartello assicurativo con non meglio precisate compagnie tedesche. Accusato di collaborazionismo coi tedeschi viene internato fino al 30 giugno successivo nel campo di prigionia di Terni.

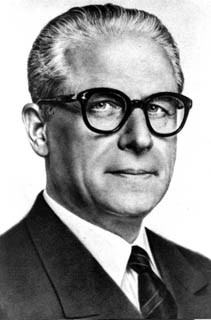
Giovanni Gronchi

L'accusa è una vera e propria montatura le cui origini si possono ascrivere al risentimento della potentissima lobby ebraica nordamericana, che infatti promuove una feroce campagna accusatoria sui giornali americani e italiani all'indomani del suo rilascio, al punto da provocare un provvedimento di decadenza da tutte le sue cariche nella RAS nel mese di settembre. Nella sua completa innocenza credono senz'altro Giovanni Gronchi, che lo vuole tra i fondatori dell'ANIA, e Pietro Nenni, che da ministro per la costituente del governo Parri lo fa entrare nella Commissione per studi attinenti alla riorganizzazione dello Stato, presieduta da Ugo Forti. In quest'ultimo consesso, dove presta la sua consulenza sul futuro delle assicurazioni private, ha modo di esprimere la sua contrarietà ad alcune clausole del trattato di pace che renderanno più difficoltosa la ripresa dell'attività internazionale delle compagnie, già oltremodo ridotta dall'ondata di nazionalizzazioni in corso nei paesi del blocco comunista. Durante questo periodo grazie ad una paziente opera di intermediazione dei suoi amici, Marchesano in testa, e a varie memorie difensive giunte perfino al presidente Harry Truman le accuse di collaborazionismo decadono e nel maggio 1947 De Rattalma viene reintegrato in tutte le cariche.

#### Gli ultimi anni a Trieste

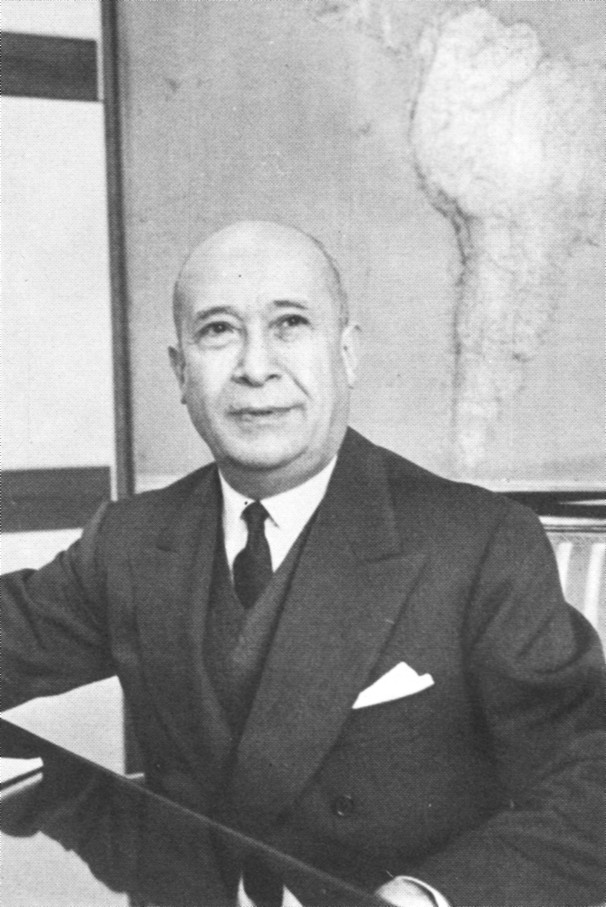
Piero Sacerdoti

Il reintegrato presidente torna a Trieste nell'estate dello stesso anno, e si trova alle prese con una compagnia ridotta ai minimi termini. Assieme a Marchesano, che riprende il ruolo di amministratore delegato, deve affrontare una difficile ricostruzione. Causa la rivendicazione di Trieste da parte della Jugoslavia il loro primo atto è il trasferimento della sede alla direzione per l'Italia di Milano. La conta dei danni è presto fatta: alla perdita delle piazze del blocco orientale, dove i nuovi governi comunisti stanno nazionalizzando tutte le imprese private, si assommano un accordo internazionale che assegna a questi paesi i beni italiani ivi esistenti, quale riparazione dei danni di guerra, e la perdita per distruzione o gravissimo danneggiamento di una parte consistente del patrimonio immobiliare. Le scarse risorse finanziarie sopravvissute al disastro bellico richiedono un forte aumento del capitale sociale, portato dapprima a 100 e poi a 800 milioni di lire, sottoscritto in massima parte dalla comunità finanziaria ebraica di Trieste e di Milano. Questo apporto di danaro fresco viene reinvestito in una nuova espansione internazionale del gruppo che ai paesi comunisti sostituisce i paesi ex belligeranti e una nuova rete in terra americana. Tra il 1947 e il 1950 vengono aperte, tra le altre, nuove consociate a Montréal (Canadian Home Assurance), Johannesburg (The Dominion Insurance Co. of South Africa), Caracas (Adriatica Venezolana de Seguros), Lima (Assurance El Sol), New York (Jefferson Insurance Co.) e Londra (British Reserve Insurance Co.).
Nel febbraio 1948 Marchesano, chiamato da Cesare Merzagora alla presidenza dell'IRI, abbandona tutte le cariche sociali mantenendo solo il posto nel consiglio di amministrazione. Al suo posto di direttore generale il presidente chiama nel 1949 Piero Sacerdoti, milanese con una lunga carriera nelle filiali estere del gruppo negli anni '30 e da molti anni direttore della consociata "Protectrice" di Parigi. Nel 1950, poco prima della sua scomparsa, De Rattalma fa in tempo a vedere la RAS riportata ad una nuova ed anche più proficua esistenza con 8957 dipendenti e collaboratori, 3 agenzie generali, 130 agenzie principali in Italia, 16 direzioni generali, 8 direzioni filiali, 30 filiali e sedi estere, 74 agenzie generali all'estero e circa 3000 tra agenzie e subagenzie sparse in tutto il mondo. Gli immobili di proprietà esclusiva ammontano a 107 unità, di cui 57 all'estero. Lo stesso anno provvede a nominare Mario Pontremoli direttore generale dell'Assicuratrice Italiana, azienda facente parte del gruppo RAS.
Colpito da una trombosi muore a Trieste all'età di 69 anni. Il suo posto viene preso da Enrico Marchesano, ritenuto l'uomo più adatto a continuare la sua opera.

## Archivio
La documentazione relativa all'attività imprenditoriale di Frigessi proviene dal suo archivio privato, donato negli anni Novanta dal figlio, Adolfo, all'Archivio storico di Intesa Sanpaolo, ove si conserva nel fondo Banca Commerciale Italiana - BCI, in una apposita sezione denominata Archivio di Arnoldo Frigessi di Rattalma (estremi cronologici:1911 - 1952). Nell'Archivio storico della Riunione adriatica di sicurtà (Ras) di Trieste, conservato ora nel piccolo fondo omonimo (estremi cronologici: 1938 - 1962) presso la Fondazione Ansaldo (Gruppo Finmeccanica) a Genova, si possono, inoltre, consultare i documenti degli organi societari.